# Boruch Pelc
Boruch Pelc (ur. 1925, zm. w styczniu 1943 w Warszawie) – żydowski działacz ruchu oporu w getcie warszawskim. 

## Życiorys
Przed wojną był członkiem SKIF-u, młodzieżowej organizacji żydowskiej partii robotniczej Bund. W 1936 lub 1937 roku uczestniczył w tym samym obozie SKIF-u, co przyszły przywódca powstania w getcie warszawskim Marek Edelman oraz malarz Yosl Bergner.  
Podczas okupacji trafił do getta warszawskiego, gdzie związany był z grupami bojowymi Bundu oraz Żydowską Organizacja Bojową. W planowanym powstaniu miał dowodzić „piątką” w getcie centralnym. W styczniu 1943 roku, podczas drugiej akcji likwidacyjnej w getcie, wraz z członkami swojej grupy trafił na Umschlagplatz. Nie wsiadł do wagonu, zaczął nawoływać pozostałych Żydów do oporu i walki. Według relacji Marka Edelmana kilkadziesiąt osób go posłuchało. Był to pierwszy zbiorowy akt oporu na Umschlagplatzu. Niemcy otworzyli ogień, strzelając do przypadkowych Żydów wśród których był także Boruch Pelc.